# Vogel des Jahres
Vogel des Jahres är en årlig tillställning initierad 1971 av den tyska naturskyddsföreningen Naturschutzbund Deutschland (NABU) tillsammans med den bayerska partnerföreningen Landesbund für Vogelschutz in Bayern (LBV) där "årets fågel" koras. Detta var den första årliga tillställningen i sitt slag för att uppmärksamma fågelarter och deras behov av skydd. Evenemanget har senare efterliknats av många andra naturskydds- och fågelorganisationer.

## Lista med "Vogel des Jahres"
| År   | Art                 | Vetenskapligt namn      |
| ---- | ------------------- | ----------------------- |
| 1971 | Pilgrimsfalk        | Falco peregrinus        |
| 1972 | Minervauggla        | Athene noctua           |
| 1973 | Kungsfågel          | Alcedo atthis           |
| 1974 | Hussvala            | Delichon urbica         |
| 1975 | Ljungpipare         | Pluvialis apricaria     |
| 1976 | Härfågel            | Upupa epops             |
| 1977 | Tornuggla           | Tyto alba               |
| 1978 | Trana               | Grus grus               |
| 1979 | Ladusvala           | Hirundo rustica         |
| 1980 | Orre                | Lyrurus tetrix          |
| 1981 | Spillkråka          | Dryocopus martius       |
| 1982 | Storspov            | Numenius arquata        |
| 1983 | Backsvala           | Riparia riparia         |
| 1984 | Vit stork           | Ciconia ciconia         |
| 1985 | Törnskata           | Lanius collurio         |
| 1986 | Råka                | Corvus frugilegus       |
| 1987 | Buskskvätta         | Saxicola rubetra        |
| 1988 | Göktyta             | Jynx torquila           |
| 1989 | Rörsångare          | Acrocephalus scirpaceus |
| 1990 | Sommargylling       | Oriolus oriolus         |
| 1991 | Rapphöna            | Perdix perdix           |
| 1992 | Rödhake             | Erithacus rubecula      |
| 1993 | Mindre strandpipare | Charadrius dubius       |
| 1994 | Vit stork           | Ciconia ciconia         |
| 1995 | Sydnäktergal        | Luscinia megarhynchos   |
| 1996 | Tofsvipa            | Vanellus vanellus       |
| 1997 | Större hackspett    | Dendrocopus major       |
| 1998 | Sånglärka           | Alauda arvensis         |
| 1999 | Gulsparv            | Emberiza citrinella     |
| 2000 | Röd glada           | Milvus milvus           |
| 2001 | Skäggdopping        | Podiceps cristatus      |
| 2002 | Gråsparv            | Passer domesticus       |
| 2003 | Tornseglare         | Apus apus               |
| 2004 | Gärdsmyg            | Troglodytes troglodytes |
| 2005 | Berguv              | Bubo bubo               |
| 2006 | Nötväcka            | Sitta europaea          |
| 2007 | Tornfalk            | Falco tinnunculus       |
| 2008 | Gök                 | Cuculus canorus         |
| 2009 | Kungsfiskare        | Alcedo atthis           |
| 2010 | Storskarv           | Phalacrocorax carbo     |
| 2011 | Rödstjärt           | Phoenicurus phoenicurus |
| 2012 | Kaja                | Corvus monedula         |
| 2013 | Enkelbeckasin       | Gallinago gallinago     |
| 2014 | Gröngöling          | Picus viridis           |
| 2015 | Duvhök              | Astur gentilis          |
| 2016 | Steglits            | Carduelis carduelis     |
| 2017 | Kattuggla           | Strix aluco             |
| 2018 | Stare               | Sturnus vulgaris        |
| 2019 | Sånglärka           | Alauda arvensis         |
| 2020 | Turturduva          | Streptopelia turtur     |
| 2021 | Rödhake             | Erithacus rubecula      |